# Ukrajinsko-sovjetska vojna
Ukrajinsko-sovjetska vojna (ukrajinsko радянсько-українська війна, latinizirano: radjans'ko-ukrajins'ka vijna) je izraz, s katerim se v posovjetski Ukrajini običajno označuje spopad med ukrajinskimi nacionalističnimi silami in boljševiki v letih 1917–1921. Mnogi Ukrajinci v njem vidijo vojno med Ukrajinsko ljudsko republiko ter Rusko Sovjetsko federativno socialistično republiko in Ukrajinsko Sovjetsko socialistično republiko. Vojna je izbruhnila kmalu po oktobrski revoluciji, ko je Lenin poslal Antonovo ekspedicijsko skupino v Ukrajino in južno Rusijo. 
Sovjetsko zgodovinopisje je na zmago boljševikov gledalo kot na osvoboditev Ukrajine izpod okupacije armad zahodne in srednje Evrope, kot del ruske državljanske vojne in poljsko-sovjetske vojne. Nasprotno pa sodobni ukrajinski zgodovinarji menijo, da gre za spodletelo vojno za neodvisnost Ukrajinske ljudske republike proti boljševikom. Konflikt je bil med drugim zapleten zaradi vključitve nenacionalističnih Ukrajincev v Revolucionarno uporniško armado Ukrajine ter neboljševiških Rusov v Belo armado in vojske Druge poljske republike, Avstro-Ogrske in Nemškega cesarstva.  

## Zgodovinopisje
V sovjetskem zgodovinopisju in terminologiji je oboroženi spopad prikazan kot del širše ruske državljanske vojne. V Ukrajini je ta vojna potekala med nacionalno vlado pod vodstvom Simona Petljure in boljševiško vlado pod vodstvom Vladimirja Lenina. 
Vojno se lahko razdeli na tri faze: 
- December 1917 – april 1918: revolucionarni dnevi, boljševiški upori, vdor Rdeče garde, podpis pogodbe o protektoratu  in osvoboditev izpod boljševikov.
- December 1918 – december 1919: državljanska vojna v Ukrajini, vdor Rdeče armade, združitev Ukrajine, protisovjetski kmečki upori, Denikinova prostovoljna armada in zavezniška intervencija, izguba Zahodne Ukrajine v korist Poljske.
- Pomlad  1920 – jesen 1921: poljsko-sovjetska vojna (Varšavska pogodba), ruska državljanska vojna med boljševiškimi vojskami in oboroženimi silami Južne Rusije, ukrajinske gverilske operacije (prva in druga zimska kampanja), vlada v izgnanstvu.

### Pomembni dokumenti
- izjave centralnega sveta Ukrajine (univerzali)
- ultimat Sovnarkoma centralnemu svetu Ukrajine
- Brestlitovski sporazum s Centralnimi silami, ki je Ukrajini podelil status nevtralnosti kot tamponskega območja za centralne sile, pa tudi vojaško zaščito pri mirovnih pogajanjih z boljševiki Ruske sovjetske federativne socialistične republike
- Akt o združitvi, združitev z zahodno Ukrajine
- Varšavski sporazum, poljsko-ukrajinski protiboljševiški pakt
- Riški mirovni sporazum, razcepitev Ukrajine

## Ozadje
Po februarski revoluciji leta 1917 so narodi Carske Rusije, preimenovane v Rusko republiko, od Petrograda zahtevale nacionalno avtonomijo. Poleti 1917 je začasna vlada odobrila regionalno upravo v nekaterih delih nekdanje carske Ukrajine. 
Oktobra 1917 je ukrajinska vlada obsodila oboroženi upor boljševikov in izjavila, da se bo odločno borila proti vsakemu poskusu državnega udara v Ukrajini. Poveljstvo vojaškega okrožja v Kijevu  je poskušalo preprečiti boljševiški državni udar, kar je privedlo do uličnih bojev in nazadnje do predaje proboljševiških čet v mestu. 14. novembra 1917 je ukrajinska Centralna rada izdala svoj "Poziv Centralnega sveta državljanom Ukrajine", v katerem je odobrila prenos državne oblasti v Ukrajini nase. 16. novembra je skupna seja Rade in Izvršilnega odbora lokalnih delavskih in vojaških sovjetov priznala Centralno rado kot regionalno oblast v Ukrajini. 20. novembra 1917 je Rada razglasila Ukrajino za Ukrajinsko ljudsko republiko kot avtonomni del Ruske republike in za 9. januar 1918 razpisala volitve v ukrajinsko ustavodajno skupščino. Sekretar za vojaške zadeve Simon Vasiljevič Petljura je izrazil namen združiti jugozahodno in romunsko fronto, ki sta bili raztegnjeni čez Ukrajino, v eno ukrajinsko fronto pod poveljstvom generalpolkovnika Dimitrija Ščerbačeva. 
17. decembra 1917 so boljševiki načrtovali vseukrajinski kongres sovjetov in 11.–12. decembra 1917 sprožili številne vstaje po Ukrajini v Kijevu, Odesi, Vinici. Rada jih je uspešno zatrla. 17. decembra 1917 je Sovnarkom, ki je v začetku tega meseca sprožil mirovne pogovore s Centralnimi silami, Radi poslal 48-urni ultimat, v katerem je zahteval, naj ustavi "kontrarevolucionarne akcije" ali se pripravi na vojno. Tudi 17. decembra 1917 je Reinholds Berzinš povedel svoje čete iz Minska proti Harkovu na Donu. Na železniški postaji v Bahmaču se je zapletel  v oborožen spopad z ukrajinskimi enotami, ki niso dovolile prehoda rdečih sil (trije polki in topniški divizion). Centralna rada ni sprejela pritožb in navedla svoje pogoje: priznanje Ukrajinske ljudske republike, nevmešavanje v njene notranje zadeve in zadeve novoorganizirane ukrajinske fronte, dovoljenje za premestitev ukrajiniziranih čet v Ukrajino in delitev nekdanje cesarske vojske in financ in sodelovanje Ukrajinske ljudske republike v splošnih mirovnih pogajanjih. Istega dne je vseukrajinski kongres sovjetov v Kijevu po odhodu boljševiške delegacije priznal oblast ukrajinske vlade in obsodil ultimat ruske vlade. Kijevski boljševiki so ta kongres obsodili in načrtovali drugega v Harkovu. Naslednji dan se je Sovnarkom v Moskvi odločil za vojno. Vladimir Antonov-Ovsejenko je bil imenovan za glavnega poveljnika ekspedicijskih sil proti Kaledinu in južni Rusiji, medtem ko so se blizu meja z Ukrajino (Brjansk, Belgorod) začele zbirati rdeče čete. 
Kijevski boljševiki, ki so pribežali v Harkov, so se pridružili regionalnemu kongresu sovjetov Sovjetske republike Doneck-Krivoj rog in nato srečanje razglasili za prvi vseukrajinski kongres sovjetov, ki je razglasil ustanovitev Ukrajinske ljudske republike sovjetov. Centralno rado Ukrajine je označil za sovražnika ljudstva in ji 2. januarja napovedal vojno. Rada je nato 22. januarja 1918 prekinila vse vezi s Petrogradom in razglasila neodvisnost, s čimer se je začela ukrajinska vojna za neodvisnost. Približno na tej točki so boljševiške čete začele vdirati iz Rusije v Ukrajino. V Ukrajino so vdrle ruske vojaške enote iz Harkova, Moskve, Minska in Baltske flote.

## Vojna

### December 1917 – april 1918
Boljševiško vojsko okoli 30.000 mož so sestavljali redni vojaki ruske vojske, nameščeni na fronti, številne garnizijske enote in oddelki Rdeče garde, sestavljeni iz delavcev iz Harkovske gubernije in Donbasa. Vojska pod vodstvom Vladimirja Antonova-Ovsejenka in Mihailaa Muravjova je začela s severovzhoda prodirati proti Kijevu. Ukrajinske sile je v tem času sestavljalo okoli 15.000 pripadnikov prostovoljnih odredov in več bataljonov svobodnih kozakov in siških strelcev.  
Invazijo prosovjetskih sil iz Rusije so spremljale vstaje, ki so jih na celotnem ozemlju Ukrajine sprožili lokalni boljševiki. 
Boljševiki pod vodstvom Jevgenije Bosch so decembra 1917 izvedli uspešno vstajo v Vinici in krenili proti Kijevu, a so jih pri  Žmerinki ustavili in razorožiti in deportirati v Rusijo. Druge boljševiške sile so na poti v Kijev zavzele Harkov (26. decembra), Jekaterinoslav (9. januarja), Aleksandrovsk (15. januarja) in Poltavo (20. januarja). 27. januarja so se boljševiške vojske zbrale v Bahmaču in nato pod poveljstvom Muravjova krenile zavzet Kijev.
29. januarja 1918 se je v kijevskem arzenalu začela januarska vstaja, ki so jo organizirali boljševiki. Delavcem tovarne so se pridružili vojaki Pontonskega bataljona, 3. letalskega polka in polka Sahajdačni. Po šestih dneh bitke so zaradi  pomanjkanja hrane in streliva protirevolucionarne sile vstajo  zadušile. V bojih je umrlo 300 upornikov, po prosovjetskih podatkih 1500. 8. februarja je ukrajinska vlada evakuirala Kijev, da bi se izognila uničenju. V Kijev so 9. februarja vstopile sovjetske čete pod vodstvom Mihaila Muravjova. 
Po zasedbi Kijeva so začeli boljševiki ofenzivo v Desnobrežni Ukrajini, Ukrajinska ljudska republika pa je 9. februarja podpisala Brestlitovski sporazum in konec februarja prejela pomoč več kot 450.000 nemških in avstro-ogrskih vojakov. V zameno za vojaško pomoč naj bi Ukrajinci centralnim silam dostavili živila. Združene sile pod poveljstvom Simona Petljure so izrinile boljševike iz Desnobrežne Ukrajine in 1. marca ponovno zavzele Kijev. Zaradi socialistične politike Rade, predvsem zaradi politike nacionalizacije zemlje, ki je vplivala na izvoz hrane Centralnim silam, so nemške sile 28. aprila razpustile Rado in na njeno mesto postavile hetmansko vlado. Ukrajinska, nemška in avstro-ogrska vojska so še naprej napredovale in zavzele Levobrežno Ukrajino, Krim in Donbas. Ti neuspehi so prisilili boljševike, da so 12. junija podpisali mirovni sporazum z ukrajinsko vlado.

### Intervencija po ukinitvi hetmanata
Novembra 1918 so čete Direktorata Ukrajine z nekaj pomoči boljševikov strmoglavile Hetmanat. Nemške sile, ki jih je vodil Soldatenrat, so med dva tedna trajajočo državljansko vojno med umikom iz države zaradi poraza nemškega imperija v prvi svetovni vojni ohranile svojo nevtralnost. Direktorat je ponovno vzpostavil Ukrajinsko ljudsko republiko. 22. januarja 1919 so se sosednje ukrajinske republike v skladu z Aktom o združitvi združile v eno republiko. 
Centralni vojaško-revolucionarni komite v Kursku je 22. oktobra 1918 izdal ukaz o oblikovanju dveh divizij v okviru armadne skupine Ukrajinska fronta (ali Kurska smer). Skupini so dodelili moskovsko delavsko divizijo, 9. sovjetsko divizijo, 2. brigado Orlova in dva oklepna vlaka. Po besedah Antonova-Ovsejenka je vojska štela okoli 6000 vojakov, 170 topniških orožij, 427 mitraljezov, 15 vojaških letal in 6 oklepnih vlakov. 15. decembra 1918 je bil v Kijevu sklican sestanek ukrajinskega načelnika generalštaba, ki ga je vodil Otaman Osetski in v katerem so bili načelnik general Petljura, polkovnik Bolbahan, polkovnik Šapoval in stotnik Oskilko. Pogovarjali so se o zavarovanju meje in oblikovali načrt v primeru ogroženosti z vseh strani. 
Da bi ustavila bližajočo se vojno z boljševiki, je vlada Čehivskega v Moskvo poslala delegacijo pod vodstvom ministra za zunanje zadeve Semena Mazurenka. Delegaciji je uspelo podpisati predhodni mirovni sporazum, ki pa zaradi slabe komunikacije med delegacijo v Moskvi in vlado Ukrajinske ljudske republike ni zaustavil ruske agresije. 28. decembra 1918 je Centralni komite leve UPSR uradno razglasil mobilizacijo sil v podporo sovjetski vladi. Od začetka januarja 1919 so boljševiške skupine vztrajno prečkale vzhodne in severovzhodne meje, vendar niso napadle. 

### Januar-junij 1919
7. januarja 1919 so boljševiki z vso silo vdrli v Ukrajino. Vojski so poveljevali Vladimir Antonov-Ovsejenko, Josip Stalin in Volodimir Zatonski. Direkcija je po več predhodnih ultimatih, naj umakne svoje enote, 16. januarja znova napovedala vojno Rusiji. Glavna cilja boljševiških sil sta bili Kijev in Harkov. 
3. januarja 1919 je Rdeča armada zavzela Harkov skoraj po enakem scenariju  kot februarja 1918 Kijev.  6. januarja 1919 je vlada Pjatakova uradno razglasila ustanovitev Ukrajinske socialistične sovjetske republike. Vlada je do 24. januarja ostala v Kursku. 4. januarja je bila skupina  boljševiških armad Ukrajinska fronta preoblikovana v enotno ukrajinsko fronto pod poveljstvom Antonova-Ovsejenka in njegovima namestnikoma Kocjubinskim in Šadenkom. Na več vprašanj o ciljih ruske vojske v Ukrajini, ki jih je Direktorat pošiljal v Moskvo, je Čičerin 6. januarja končno odgovoril: 
...v Ukrajini ni vojske Ruske socialistične sovjetske republike. V tem času se vojaška akcija, ki poteka na ozemlju Ukrajine, odvija med vojskama Direktorata in ukrajinske sovjetske vlade, ki je popolnoma neodvisna.
12. januarja so čete pod poveljstvom Mikole Šorsa zasedle Černigov, medtem ko so druge enote pod poveljstvom Pavla Dibenka zavzele Lozovo, Pavlohrad in Sinelnikove in vzpostavile stik z Nestorjem Makhnom. Po daljši razpravi med člani Direktorata in drugimi državnimi uradniki je bilo odločeno, da se Sovjetski Rusiji napove vojna. Edini, ki je bil proti temu, je bil predsednik Direktorata Volodimir Viničenko, medtem ko je na primer Šapoval preprosto zahteval takojšnjo ustanovitev sovjetske vlade. Denikin je kasneje komentiral, da vojna napoved na frontah ni spremenila popolnoma ničesar in je le odražala politično krizo znotraj ukrajinske vlade z zmago vojaške stranke Petljura-Konovalec-Hrekov nad Viničenkom in Čehivskim. 20. januarja je sovjetska vojska zavzela Poltavo, medtem ko so se ukrajinske čete umaknile naprej proti Kremenčuku. 26. januarja je Dibenko zavzel Katerinoslav. Sovjeti so zavzeli Levobrežno Ukrajino in nato vkorakali v Kijev. 2. februarja so prisilili Direktorat, da se je preselil v Vinico, medtem ko so čete Šorsa in Boženka tri dni kasneje zasedle Kijev. 
Takoj zatem, ko je Viničenko v Kamjanec-Podolskem ustanovil Odbor za rešitev republike, je Čehivski odstopil.  Petljura 13. februarja Odbor za rešitev republike razpustil. V tem času so sovjetske čete osvojile preostali del nekdanje Kijevske gubernije, medtem ko so čete Grigoriva zavzele Oleksandrijo in Jelizavethrad. Do 6. marca se je Direktorat preselil v Proskurov in večino Polesja in Podolja prepustil boljševikom. Presenetljivo je, da je do konca marca ukrajinska vojska uspešno izvedla vrsto vojaških operacij, s katerimi je ponovno zavzela Sarni, Žitomir, Korosten in grozila z vrnitvijo Kijeva. 2. marca je ataman Grigorjev zasedel Herson in bil 12. marca  že v Mikolaivu. Do 3. aprila so sile Antante evakuirale Odeso, v katero je tri dni pozneje vstopil Grigorjev. V začetku junija je Ukrajina začela protiofenzivo in ponovno zavzela Podolje.

### Julij–december 1919
Rdeča armada se je odzvala na ukrajinsko protiofenzivo in 5. julija ponovno zavzela Proskurov in ogrozila začasno prestolnico Kamjanec-Podolski. S prihodom generala Jurija Tjutjunika in njegovih izkušenih čet se je ukrajinska vojska okrepila, prešla v protinapad in potisnila Rdečo armado nazaj v Horodok. Boju proti boljševikom so se pridružile čete ukrajinske galicijske armade, ki so 16. in 17. julija prečkale Zbruč. Z njihovim prihodom se je ukrajinska vojska povečala na 85.000 pripadnikov redne vojske in 15.000 partizanov.
Oktobra 1919 je okoli 70 % vojakov Direktorata in več kot 90 % vojakov zavezniške galicijske vojske zbolelo za tifusom.

### December 1919-november 1920
Od 6. decembra 1919 do 6. maja 1920 je vojska Ukrajinske ljudske republike pod poveljstvom Mihajla Omeljanoviča-Pavlenka izvedla podtalno operacijo, znano kot prvi zimski pohod v Kirovogradsko regijo proti sovjetski 14. armadi. Drug pomemben dogodek v tem obdobju je bil podpis Varšavskega sporazuma s Poljsko 22. aprila in nato začetek skupne ofenzive proti boljševikom. 7. maja je ukrajinska divizija pod poveljstvom Marka Bezručka vstopila v Kijev, a jo je hitro izrinila protiofenziva Rdeče armade pod vodstvom Semjona Mihajloviča Budjonija. Ukrajinci in Poljaki so bili potisnjeni nazaj čez reko Zbruh in mimo Zamošča proti Varšavi. Sovjeti so nato krenili v protiofenzivo proti Minsku. Poljaki so 12. oktobra s Sovjeti podpisali premirje. Po letu 1921 poljski avtor poljsko-ukrajinskega zavezništva Józef Piłsudski ni bil več poljski državni voditelj in je na pogajanjih v Rigi sodeloval le kot opazovalec. Pogajanja so imeli Poljaki za strahopetno dejanje.  Petljurjeve sile so se še naprej bojevale. Boji so trajali do 21. oktobra, ko je bila njegova vojska prisiljena prečkati reko Zbruh in vstopiti v Galicijo, ki je bila pod nadzorom Poljske. Tam so vojake razorožili in namestili v internacijska taborišča.

### November 1921
Zadnja akcija Ukrajinske ljudske republike proti Sovjetom je bil napad na čete Rdeče armade novembra 1921, znan kot drugi zimski pohod. Namen te akcije je bil spodbuditi splošno vstajo med ukrajinskimi kmeti, ki so že bili nezadovoljni s Sovjeti, in združiti partizanske sile proti boljševikom v Ukrajini. Poveljnik ukrajinskih sil je bil Jurij Tjutjunik. 
Ustanovljeni sta bili dve ekspedicijski vojski, ena iz Podolju (400 mož) in ena v Voliniji (800 mož). Podoljska skupina je prišla le do vasi Vahnivka in se 29. novembra preko Volinije vrnila na poljsko ozemlje. Volinjska skupina je napadla 4. novembra, 7. novembra zavzela Korosten in se prebila do vasi Leonivka. Ko ji je začelo zmanjkovati zalog, se je odločila, da se umakne. Na umiku proti zahodu, jo je pri Bazarju prestregla boljševiška konjenica pod poveljstvom Grigorija Kotovskega in jo 17. novembra v bitki blizu Malih Minki porazila. Sovjeti so med bitko ujeli 443 vojakov. 359 jih je bilo ustreljenih 23. novembra v bližini mesta Bazar, 84 pa so jih predali sovjetskim varnostnim silam.
To je bila zadnja operacija vojske Ukrajinske ljudske republike proti Sovjetom. Konec drugega zimskega pohoda je dokončno končal ukrajinsko-sovjetsko vojno, vendar so se partizanski boji proti boljševikom nadaljevali do sredine leta 1922. Rdeča armada se je nanje odzvala s  teroriziranjem podeželja.

### Uporniške države
Lokalni podporniki Ukrajinske ljudske republike so na zasedenih ozemljih ustanavljali protiruske in protiboljševiške uporniške države, kot sta bili Neodvisna republika Medvin in republika Holodni jar. Spopadi z Rusi in kolaboranti so trajali do leta 1923.

## Posledice
Ob koncu vojne je bila večina ozemlja Ukrajine vključena v Ukrajinsko sovjetsko socialistično republiko, ki je bila 30. decembra 1922 ena od ustanovnih članic Zveze sovjetskih socialističnih republik (ZSSR). Deli zahodne Ukrajine so prišli pod oblast  Druge poljske republike, kot je bilo določeno v Riškem mirovnem sporazumu. Vlada Ukrajinske ljudske republike, ki jo je vodil Simon Petljura, je bila prisiljena v izgnanstvo.
Naslednjih nekaj let so ukrajinski nacionalisti še naprej poskušali voditi partizansko gverilsko vojno proti Sovjetom. Pomagali so jim poljski obveščevalci, vendar niso bili uspešni. Zadnja aktivna ukrajinska gibanja so bila večinoma izkoreninjena med gladomorom.  Relativno skromna poljska podpora ukrajinskim ciljem je  povzročila vse večjo zamero ukrajinske manjšine na Poljskem do poljske medvojne države.